# Jakov Vladimirovič Smuškevič
Jakov Vladimirovič Smuškevič (in russo Яков Владимирович Смушкевич?; Rokiškis, 14 aprile 1902 – Kujbyšev, 28 ottobre 1941) è stato un generale e politico sovietico di origini lituano-ebraiche. Fu comandante in capo dell'Aeronautica militare sovietica dal 1939 al 1940. E fu anche un importante membro del Partito Comunista dell'Unione Sovietica.
Partecipò alla Guerra civile spagnola, dove era conosciuto con il soprannome di "Generale Duglas". Per questa sua partecipazione gli fu conferito il titolo di Eroe dell'Unione Sovietica. Durante la Battaglia di Khalkhin Gol era comandante del 1º corpo d'armata aereo e per la sua partecipazione alla battaglia fu decorato per una seconda volta con la medaglia di Eroe dell'Unione Sovietica.
Fu comandante in capo dell'Aeronautica sovietica dal 1939 al 1940. L'8 giugno 1941 fu arrestato e giustiziato senza processo il 28 ottobre 1941 a Kujbyšev su ordine personale di Stalin e Lavrentij Berija.